# Dąbie (Czarna Dąbrówka)
Dąbie (deutsch Dambee, 1938–45 Eichen, kasch. Dąbie) ist ein kleines kaschubisches Dorf in der polnischen Woiwodschaft Pommern. Es gehört zur Gemeinde Czarna Dąbrówka (Schwarz Damerkow) im Powiat Bytowski (Kreis Bütow).

## Geografische Lage und Verkehrsanbindung
Dąbie liegt auf dem rechten Ufer der Lupow (Łupawa) 45 Kilometer südöstlich der früheren Kreisstadt Słupsk (Stolp) und 31 Kilometer nördlich der jetzigen Kreismetropole Bytów (Bütow) und ist von Otnoga (Wottnogge) an der Woiwodschaftsstraße 211 (Nowe Dąbrowa (Neu Damerow) ↔ Żukowo (Zuckau)) über eine Stichstraße erreichbar. Der bis 1945 über Schwarz Damerkow bestehende Anschluss an die Bahnstrecke Lauenburg–Bütow (Lębork–Bytów) ist nach Stilllegung und teilweiser Demontage nicht mehr vorhanden.

## Ortsname
Die deutsche Ortsbezeichnung Dambee gab es im ehemaligen Landkreis Stolp zweimal: hier als Ortsteil der Gemeinde Wottnogge (1938–45 Mühlental, heute polnisch: Otnoga) und weiter nördlich als Ortschaft der Gemeinde Schmolsin (Smołdzino). Das Wottnogger Dambee wurde am 29. Dezember 1937 in Eichen umbenannt, während das Schmolsiner Dambee den Namen Eichweide erhielt.

## Geschichte
Das ehemalige Dambee bzw. Eichen war bis 1945 mit der Geschichte der Muttergemeinde Wottnogge (Otnoga) aufs Engste verbunden. Es gehörte zum Landkreis Stolp im Regierungsbezirk Köslin in der preußischen Provinz Pommern. Nach 1945 wurde es polnisch und erhielt den Namen Dąbie, der in Polen sehr häufig vorkommt. Die Verbindung zum ehemaligen Wottnogge ist geblieben, da der nun Otnoga genannte Ort der Schulzenamtssitz. Er gehört zur Gmina Czarna Dąbrówka im Powiat Bytowski in der Woiwodschaft Pommern (1975 bis 1998 Woiwodschaft Stolp).

## Kirche
Kirchlich war Dambee bis 1909 in das evangelische Kirchspiel Mickrow (heute polnisch: Mikorowo), danach in den Pfarrsprengel Groß Rakitt (Rokity) eingegliedert. Beide Pfarrdörfer gehörten bis 1945 zum Kirchenkreis Stolp-Altstadt im Ostsprengel der Kirchenprovinz Pommern der Kirche der Altpreußischen Union.
Nach 1945 blieb der kirchliche Bezug zu Rokity bestehen, denn hier wurde eine – nun freilich katholische – Pfarrei errichtet, die dem Dekanat Łupawa (Lupow) im Bistum Pelplin der Katholischen Kirche in Polen zugeordnet war. Evangelischerseits ist Dąbie in die Kreuzkirchengemeinde in Słupsk mit der Filialkirche in Lębork (Lauenburg in Pommern) in der Diözese Pommern-Großpolen der Evangelisch-Augsburgischen Kirche in Polen eingegliedert.

## Schule
Schulisch war Dambee bis 1945 nach Wottnogge (Otnoga) hin orientiert.